# Anse d'anastomose

Schéma de la formation d'une anse entre les cellules d'un hyphe.

Une anse d'anastomose est une structure formée par des cellules en croissance des mycéliums secondaires de certains champignons basidiomycètes. L'anse d'anastomose est aussi appelée : boucle (de conjugaison). 
C'est un très court canal semi-circulaire en forme de boucle situé sur le côté d'une hyphe, au niveau d'une cloison. 
La description microscopique d'une espèce de basidiomycètes précise si les hyphes sont bouclées ou non bouclées.  La spécification classique et même la systématique à l'échelle générique, utilisent de plus en plus ce caractère. Il faut donc le rechercher attentivement.
On observe parfois des formations dites " fausses boucles ", se distinguant des boucles par le fait qu'elles sont inachevées.

La cellule située à l’extrémité de l'hyphe, qui possède deux noyaux, s'allonge et va former latéralement une excroissance formant progressivement crochet vers l'arrière. Les deux noyaux A et B vont se diviser et former quatre noyaux A1, A2, B1 et B2, deux des noyaux A1 et B1 vont migrer vers l’extrémité de l'hyphe tandis que les deux autres vont avoir chacun un parcours différent: l'un recule dans l'hyphe tandis que l'autre s'engage dans le crochet. L’extrémité du crochet fusionne avec la paroi de l'hyphe en amont de son point de formation formant ainsi une anse et le noyau du crochet passe dans l'hyphe en amont de son point de départ. Pendant ce temps, une cloison s'est formée pour séparer le tube de l'hyphe et l'anse en deux.